# Souviens-toi de nous
Souviens-toi de nous est un téléfilm français réalisé par Lorenzo Gabriele et diffusé le 29 mai 2019.

## Synopsis
Une femme découvre que son mari a une maîtresse et décide de le reconquérir après des années de routine...

## Fiche technique
- Réalisation : Lorenzo Gabriele
- Scénario : Julie Jézéquel
- Durée : 90 minutes
- Pays :  France

## Distribution
- Aure Atika : Carole
- Thierry Godard : Benoît
- Estelle Skornik : Dominique
- Sophie Guillemin : Aurélie
- Xavier Mathieu : Serge
- Titouan Laporte : Félix
- Djemel Barek : Béchir

### Revue de presse
- Céline Fontana, « Un couple en pleine tempête. France 2 diffuse Souviens-toi de nous, un téléfilm avec Aure Atika et Thierry Godard », TV Magazine, Le Figaro, Paris, 20 mai 2019, p. 10